# Chemung
La Chemung est un affluent du Susquehanna long d'environ 75 km, qui traverse le centre de l'Etat de New York et le nord de la Pennsylvanie. Elle draine la région montagneuse du Plateau des Allegheny. Sa vallée a été un important bassin industriel avant d'entrer en déclin au XXe siècle.

## Description
La Chemung River résulte de la confluence de deux ruisseaux, la Tioga et le Cohocton, non loin de Painted Post, dans le comté de Steuben, à l'ouest de Corning. Elle suit un cours orienté au sud-est, arrosant les villes de Corning, Big Flats, Elmira et Waverly. Elle traverse le nord de la Pennsylvanie avant de se jeter dans la Susquehanna à 3 km au sud de Sayre.
Le nom de cette rivière viendrait des mots unamis chemu (« corne ») avec la désinence de locatif -ng, mais une autre étymologie possible est « grande corne » : elle remonterait à la découverte de défenses de mammouth dans les alluvions de la rivière
La rivière a taillé son lit entre des litages d'argile, de grès et de craies dévoniennes. Les sommets ont été érodés par les glaciations. Ses affluents, et notamment le Cohocton, ont débordé sur l'ancien bassin versant de la Genesee, par suite du comblement des moraines extrêmes.
La New York State Route 17 emprunte pour l'essentiel cette vallée.

## Histoire
La région formant l'amont de la rivière était appelé par les Senecas Concanoga, c'est-à-dire « Pays des trois rivières. » À l'ère coloniale, la vallée était une voie commerciale d'importance cruciale pour les habitants des collines de l'ouest de New York, d'abord des Iroquois et d'autres tribus; puis pour les colons.
En 1779, au cours de la guerre d'indépendance des Etats-Unis, le corps expéditionnaire de l'Expédition Sullivan défit une coalition de soldats britanniques, d'Iroquois et de loyalistes lors de la Bataille de Newtown, au sud-est d'Elmira. Cette victoire ouvrit la voie au pillage et à la destruction des villages iroquois au centre et à l'ouest de l'Etat de New York.
Le creusement du canal de la Chemung, entre le lac Seneca et la rivière, s'est achevé en 1833 : il a permis d'acheminer anthracite, bois de charpente et produits agricoles de Pennsylvanie vers le réseau du Canal Érié, permettant l'émergence d'Elmira en tant que bastion industriel. L'avènement du chemin de fer, à la fin des années 1840, a provoqué la décadence du trafic fluvial et permis l'installation des verreries Corning.
Depuis la fin du XXe siècle, la vallée, comme le reste de la Rust Belt, est entrée en déclin économique et a dû entamer une importante reconversion. La riviere, qui avait perdu depuis longtemps son rôle d'infrastructure commerciale, connaît un regain d'activité grâce à la plaisance, et la pêche à la mouche, notamment de perches (espèces Achigan à petite bouche et à grande bouche, crapet de roche et crapet arlequin, perche soleil), de truites et de carpes.

### Crues
Cette rivière est périodiquement en crue : au mois de juin 1972, la queue de l'ouragan Agnes s'est mise à stagner sur la frontière entre l'état de New York et la Pennsylvanie, déversant une lame d'eau de 450 mm sur la vallée, et déchaînant l'une des crues les plus catastrophiques de son histoire. Cet épisode a submergé les villes de Corning, Big Flats et Elmira, tout en emportant plusieurs ponts.